# Alexij (Buj)
Svatý Alexij (světským jménem: Semjon Vasiljevič Buj; 1892, Xenijevskij – 3. listopadu 1937, Sandarmoh) byl ruský duchovní Ruské pravoslavné církve, biskup urazovský a vikář voroněžské eparchie, mučedník.

## Život
Narodil se roku 1892 v sídle Xenijevskij (dnes město Asino v Tomské oblasti) v rodině rolníků, kteří se na Sibiř přestěhovali z Vitebské gubernie.
Navštěvoval duchovní učiliště v Tomsku. Poté působil na farní škole a v Krasnojarském Znamenském monastýru.
Dálkové studoval na Krasnojarském duchovním semináři, kde roku 1915 složil zkoušky za čtyři ročníky. Ve studiu nemohl z finančních důvodů dále pokračovat 
Začátkem září 1915 se stal kelejníkem arcibiskupa tomského a irkutského Anatolije (Kamenského). Stejného roku se stal studentem Tomského duchovního semináře.
Dne 29. září 1915 byl postřižen na monacha se jménem Alexij a 11. října byl rukopoložen na hierodiakona. Dne 4. dubna 1917 byl rukopoložen na jeromonacha.
Roku 1918 se stal učitelem a inspektorem Bijského katechetického učiliště. Na podzim roku 1919 byl jmenován osobním sekretářem arcibiskupa Anatolije.
Roku 1920 odešel po převedení arcibiskupa Anatolije na irkutskou katedru do monastýru svatého Vladimíra v Irkutsku, kde se 27. června 1922 stal představeným.
Na podzim roku 1922 byl pravděpodobně z důvodu neuznání renovační správy zatčen, obviněn z kontrarevoluční činnosti a o tři měsíce později propuštěn a předvolán do Moskva. Zde byl zbaven viny, ale byl nucen opustit Irkutsk.
Dne 21. dubna 1923 byl přijat do samarské eparchie, kde jej arcibiskup Anatolij (Hrysjuk) jmenoval představeným Bugulminského monastýru s povýšením na archimandritu.
Arcibiskup Anatolij jej plánoval učinit svým vikářem, ale z důvodu zatčení tak neučinil.
Dne 1. ledna 1924 byl jmenován biskupem bugulminským a vikářem samarské eparchie. Stejného dne proběhla jeho biskupská chirotonie. Světiteli byli biskup ufský Boris (Šipulin), biskup davlekanovský Ioann (Pojarkov), biskup stěrlitamakský Mark (Bogoljubov) a biskup bajkinský Veniamin (Frolov).
Vysvěcení bylo provedeno bez předchozího souhlasu patriarchy Tichona, navzdory jeho telegramu. Stejného roku bylo jeho vysvěcení patriarchou uznáno a 13. března jej jmenoval biskupem petropavlským a vikářem omské eparchie.
Dne 12. dubna 1925 podepsal akt o předání nejvyšší církevní moci metropolitovi Petru (Poljanskému). Brzy na to byl jmenován biskupem semipalatinským a vikářem omské eparchie. Dva měsíce také spravoval jekatěrinburskou eparchii.
V říjnu 1925 byl ustanoven biskupem věližským a dočasným správcem vitebskou eparchii.
Od února 1926 sloužil jako biskup kozlovský a vikář tambovské eparchie. Na jaře téhož roku byl zatčen a vězněn šest měsíců v moskevské věznici Butyrka.
Dne 13. července 1927 byl ustanoven biskupem urazovským, vikářem a dočasným správcem voroněžské eparchie. Po svém příjezdu do eparchie jmenoval exilové kněze do nejlepších farností ve městě. Vůči místním autoritám se choval vzdorovitě.
Po krátké době byly metropolitu a patriarchálnímu locum tenens Sergiju (Stragorodskému) zasílány stížnosti. Metropolita a členové prozatímního synodu stížnosti na biskupa Alexije brali vážně a zvažovalo se zbavení úřadu nebo dokonce kněžství.
Zpočátku přijal deklaraci metropolity Sergia, v lednu se však jeho pozice změnila. Za nejvyššího církevního představitelé uznal metropolitu Iosifa (Petrovycha).
Dne 27. ledna 1928 byl metropolitou Sergijem a synodem zbaven své funkce se zákazem vykonávání kněžské činnosti. Toto rozhodnutí Alexij neuznal a získal podporu významné části své eparchie. Celkem zůstalo pod jurisdikcí biskupa Alexije více než 80 farností a centrem „josefitského“ hnutí se stal Alexejevo-Akatov monastýr.
Po vyhoštění z Voroněže žil od 20. května 1928 v Jeleci, kde vedl všechny josefitské farnosti jižního Ruska a Ukrajiny, současné sloužil jako exarcha Ukrajiny.
Dne 7. března 1929 byl zatčen. Při prohlídce se podle svědectví úředníků choval drze a používal všechny možné prostředky ironie. Dne 17. května 1929 byl odsouzen ke třem letům vězení. Byl umístěn do Soloveckého tábora zvláštního určení. V únoru 1930 bylo zatčeno 134 lidí, obviněných z účasti v kontrarevoluční církevně-monarchistické organizaci, kterou údajně vedl. V táboře byl znovu zatčen a odvezen do Voroněže. Odmítl přiznat vinu, ale po přiznání viny některých duchovních svou vinu částečně přiznal. Dne 28. července 1930 bylo 12 lidí v tomto případu odsouzeno k trestu smrti. Rozsudek nad biskupem Alexijem byl odložen.
Alexij byl spojen s dalším případem a 3. září 1931 odsouzen k trestu smrti. Rozsudek byl však změněn na deset let vězení. Byl vězněn ve Svirském a Soloveckém táboře.
V lednu 1932 zaslal dopis Josifu Stalinovi, ve kterém vyjádřil sympatie dělnicko-rolnické vládě a požádal o milost. Jeho žádosti nebylo vyhověno.
V Soloveckém táboře byl obviněn z dalších kontrarevolučních činností. Dne 25. prosince 1932 sepsal dopis, kde uznal svou vinu, vyjádřil změnu pohledu na sovětskou vládu a slíbil, že v budoucnosti se nebude zapojovat do podobných činností.
Na podzim roku 1937 byl převezen do vězení. Dne 9. října byl Trojkou NKVD Leningradské oblasti odsouzen k trestu smrti. Rozsudek byl vykonán 3. listopadu 1937 na místě Sandarmohu města Medvežjegorsk.

## Kanonizace
Roku 1981 byl Ruskou pravoslavnou církví v zahraničí zahrnut do seznamu Sboru všech novomučedníků a vyznavačů ruských. Tento seznam se jménem biskupa Alexije byl zveřejněn až koncem 90. let.